# 圖福克斯 (愛達荷州)
圖福克斯（英語：Two Forks）是位於美國愛達荷州提頓縣的一個非建制地區。該地的面積和人口皆未知。

## 地理
圖福克斯的座標為43°42′47″N 111°10′38″W / 43.71306°N 111.17722°W，而該地的平均海拔高度為1824米（即5984英尺）。